# App Inventor
App Inventor è un semplice ambiente di sviluppo per applicazioni Android, creato da Google, ma ora di proprietà del Massachusetts Institute of Technology.
Questo ambiente di sviluppo fu creato soprattutto per persone che volessero programmare semplici applicazioni per android ad uso personale. Tali applicazioni possono essere anche pubblicate sullo store di Google, ma durante lo sviluppo è possibile installare le applicazioni inviandole direttamente sul cellulare/tablet tramite WiFi o USB, provarle su un emulatore Android per PC, oppure utilizzare direttamente sul cellulare/tablet la versione online di AppInventor.
La grafica dell'interfaccia è molto semplice ed intuitiva, grazie al drag-and-drop ed è molto simile ad altri semplici ambienti di programmazione come Scratch.
A partire dal 3 dicembre 2013, la versione beta di AppInventor è stata ribattezzata come "versione 1" o "Classic", ed è stato sostituito da parte della versione 2, come indicato sul sito:
"As of December 3, 2013, visitors to appinventor.mit.edu will find that page of links to App Inventor 1 have been replaced by an introduction to App Inventor 2".

## Storia
I laboratori di Google Labs crearono App Inventor come strumento di insegnamento per i programmatori alle prime armi.
Il Block Editor usa il linguaggio di programmazione Java e anche questa parte di ambiente è molto intuitiva, grazie ai blocchi di colori e forme diverse che si compongono come un puzzle.
Il 10 agosto 2011 però Google ha comunicato che App Inventor sarebbe stato chiuso il 31 dicembre 2011. Qui entra in gioco il Massachusetts Institute of Technology che prende in carico il progetto di App Inventor facendolo diventare App Inventor Edu, chiamato anche MIT App Inventor.